# Государственная премия Армянской ССР
Государственная премия Армянской ССР (арм. ՀԽՍՀ պետական մրցանակ) — одна из государственных премий республик СССР. Была учреждена Центральным комитетом Коммунистической партии Армении и Советом министров Армянской ССР.
Присуждалась раз в два года в нескольких номинациях:
- за достижения в области науки и техники (с 1969 года),
- за достижения в области литературы, искусства, архитектуры и градостроительства (с 1974 года, до 9 премий),
- за достижения в области социалистического конкурса (с 1977 года, до 8 для рабочих и до 8 для передовых колхозников),
- за учебники для высших учебных заведений и общеобразовательных школ (с 1972 года, до 2 премий)[1].

Вручалась к годовщине установления советской власти в Армении. Лауреаты получали звание «Лауреат Государственной премии Армянской ССР», диплом, почётный знак с датой присуждения и денежный приз в размере 2500 рублей. Премия, как правило, не вручалась одному человеку дважды, но есть исключения — например, режиссёр Фрунзе Довлатян.